# Brama kuvik
A brama bagoly (Athene brama) a madarak (Aves) osztályának bagolyalakúak (Strigiformes) rendjébe, ezen belül a bagolyfélék (Strigidae) családjába tartozó faj.
Egyes rendszerek a Carine nembe sorolják Carine brama néven.
A magyar név forrással nincs megerősítve.

## Előfordulása
Banglades, Bhután, Kambodzsa, India, Irán, Laosz, Mianmar, Nepál, Pakisztán, Thaiföld és Vietnám területén honos. Nyílt vagy félig nyitott élőhelyek lakója, megtalálható külvárosokban, falvakban, ligetekben és a félsivatagban is. Kerüli a sűrű erdőket.

## Alfajai
- Athene brama indica (Franklin, 1831) - Irán délkeleti része, Pakisztán, India északi és középső része, Nepál, Bhután és Banglades
- Athene brama ultra (Ripley, 1948) - Asszám állam
- Athene brama brama (Temminck, 1821) - India déli része
- Athene brama pulchra (Hume, 1873) - Mianmar és Kína déli része
- Athene brama mayri (Deignan, 1941) - Thaiföld, Laosz, Kambodzsa és Vietnám déli része

## Megjelenése
Testhossza 19-21 centiméter, testtömege 110-114 gramm. A tojó kicsivel nagyobb, mint a hím.

## Életmódja
Nappal is aktív, de többnyire hajnalban és alkonyatkor vadászik. Bogarakkal, lepkékkel és más rovarokkal táplálkozik, de földigilisztákat, gyíkokat, egereket és a kis madarakat is zsákmányol.

## Szaporodása
Fészkét általában a fák természetes  mélyedéseibe rakja. Fészekalaj 3-5 fehér tojásból áll.
|  |  |